# Neuss
Neuss (tyskt uttal: [nɔʏs]
 ( lyssna)) är en stad i den tyska delstaten Nordrhein-Westfalen. Staden ligger på västra sidan av floden Rhen, mittemot Düsseldorf. Neuss har cirka 155 000 invånare och är en del av storstadsområdet Rheinschiene.

## Historia
Neuss grundades av romarna som legionslägret Novaesium, antagligen i samband med Drusus den äldres kampanjer längs Rhen år 13–9 f.Kr.
Det medeltida Neuss växte fram från 900-talets slut, och 1187 fick man stadsprivilegier. 1474–1475 belägrades staden förgäves i elva månader av Karl den djärve av Burgund, som där förlorade 10 000 man. Stadens betydelse som handelsstad avtog betydligt sedan den plundrats av Alessandro Farnese år 1586.
Staden skadades svårt av flygbombningar under andra världskriget; bland annat förstördes den berömda Sankt Quirinus-kyrkan från 1200-talet, som ses som ett betydande exempel på tysk övergångsstil mellan romansk och gotisk arkitektur. Kyrkan är nu återuppbyggd.

## Näringsliv och kommunikationer
Neuss är en industristad med tonvikt på metallindustri, bland annat med Tysklands största aluminiumverk, ägt av Norsk Hydro. Här finns också maskinindustri och keramisk industri. Staden är sammanbunden med Düsseldorf genom Erftkanalen. Den är en järnvägsknut och har en flodhamn vid Rhen.